# Церковь Смоленской иконы Божией Матери (Константиново)
Церковь Смоленской иконы Божией Матери (Смоленская церковь) — православный храм в селе Константиново Домодедовского района Московской области.

## История
11 июня 1670 года князю Юрию Ромодановскому была выдана грамота-благословение на постройку каменной церкви в честь Пресвятой Богородицы Одигитрии с двумя приделами. Церковь поставили на левом берегу реки Рожаи в 1680 году. Её основание представляет собой равносторонний одноэтажный крест. В стенах были сделаны специальные впадины, в которых устанавливались иконы и лампады. Весь пол выложили тонкими каменными плитами — лещадью, а стены расписали традиционной церковной живописью. Одновременно с церковью была построена и кирпичная колокольня с белокаменной облицовкой, вход в которую был из притвора.

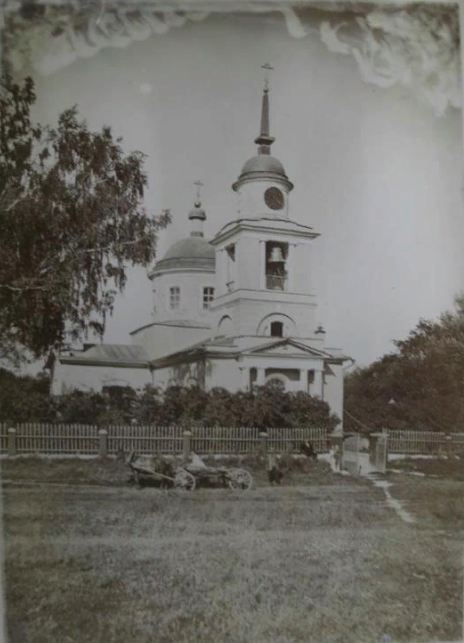
Храм на дореволюционной фотографии

В 1825—1827 годах церковь была капитально перестроена в стиле классицизма и существенно расширена: наверху достроили купольную ротонду, были увеличены окна, расширены алтари и приделы. Вместо прежней колокольни возвели трехъярусную со шпилем. В 1898 году при церкви была открыта земская школа, в которой работал священник Василий Успенский.
1 марта 1930 года президиум Мособлсовета постановил закрыть церковь в селе Константиново и использовать её помещения для клуба. Позднее здание церкви с прилегающими территориями было отдано Константиновской фабрике игрушек.
После распада СССР, в 2002 году, церковь была передана Русской православной церкви, после чего с помощью прихожан была проведена реконструкция внутреннего помещения храма и восстановлен северный придел Святителя и Чудотворца Николая. Освящена великим чином 14 октября 2016 года. В настоящее время церковь является действующей, в ней регулярно проводятся службы. Настоятелем храма является священник Александр Казаченко.